# Out of the Blue (Delta Goodrem-dal)
Az Out of the blue egy pop dal, melyet Delta Goodrem és Guy Chambers írtak. A dal zenei producerei Chambers, Richard Flack és Steve Power voltak. 2004. október 10-én jelent meg a Mistaken Identity album első kislemezdalaként.

## Munkálatok
Delta 2004. szeptemberében jelentette be az új dal megjelenését. Az énekesnő és Chambers korábban már dolgoztak együtt a debütáló Innocent Eyes nagylemez felvételei során, és újabb lehetőség adódott arra, hogy néhány alkalommal a második album munkálatain is közösen tevékenykedjenek. Delta így nyilatkozott:
"Nagyon inspiráló volt számomra együtt dolgozni Chambers-el, tehetséges zenésznek tartom, és nagyon jól megértettük egymást a zenével kapcsolatban is. Guy rengeteg klasszikus zenét készít, és én is ezen nőttem fel, így mindketten tudtuk milyen irányvonalat kell követnünk a dalok megalkotása során, és mi az ami nem működik jól. Mindketten kihoztuk magunkból azt, ami által valami egyedülállót hoztunk létre. Miután elkészült az Out of the blue dal, tudtuk, hogy valami különlegeset alkottunk."

## A dal fogadtatása
2004. októberében az Out of the blue a rádiós játszási listák kedvelt dala volt. Az ARIA díjátadón Delta élőben is elénekelte a dalt, és ez volt az első fellépése a díjátadón. A szám nem sokkal később a kislemez eladási listák élére került, és még három hétig tartotta elsőségét. 16. hétig szerepelt a Top 50-ben, és 23. hétig a Top 100-ban. 2004-ben a 20. legkelendőbb kislemez volt Ausztráliában, és platina minősítést ért el.
A dal világszerte jó helyezést ért el az eladási listákon, Görögországban, Írországban és Új-Zélandon a Top 20-ban nyitott. Az Egyesült Királyságban a kilencedik helyen debütált, és 9 hétig szerepelt a Top 75-ben.

## Videóklip
A klipet Kaliforniában Malibu tengerpartján forgatták, Nigel Dick rendezésében, és 2004. októberében mutatták be.

## Diszkográfiája
Ausztrália CD kislemez
- Out of the Blue – 4:19
- Visualise – 4:00
- Beautiful Madness – 3:04

UK CD kislemez 1
- Out of the Blue
- Visualise

UK CD kislemez 2
- Out of the Blue
- How a Dream Looks
- Beautiful Madness
- Out of the Blue (videóklip)

## Helyezések a kislemez eladási listákon
| Lista (2004)                  | Helyezés |
| ----------------------------- | -------- |
| Ausztrália ARIA Singles Chart | 1        |
| Ausztria Singles Chart        | 46       |
| NémetországSingles Chart      | 54       |
| Görögország Singles Chart     | 14       |
| Írország Singles Chart        | 15       |
| Új-Zéland Singles Chart       | 14       |
| Svájc Singles Chart           | 60       |
| UK Singles Chart              | 9        |

## Megjelenés dátuma
| Ország     | Dátum             | Kiadó        | Formátum |
| ---------- | ----------------- | ------------ | -------- |
| Ausztrália | 2004. október 10. | Epic Records | CD       |
| UK         | 2004. november 8. | Epic Records | CD       |

## Fordítás
- Ez a szócikk részben vagy egészben  az   Out of the Blue (song) című angol Wikipédia-szócikk fordításán alapul.  Az eredeti cikk szerkesztőit annak laptörténete sorolja fel. Ez a jelzés csupán a megfogalmazás eredetét és a szerzői jogokat jelzi, nem szolgál a cikkben szereplő információk forrásmegjelöléseként.